# Fundación Thomson Reuters
La Fundación Thomson Reuters es una organización con sede en Londres que forma parte de la corporación mediática Thomson Reuters. La Fundación está registrada como organización benéfica en Estados Unidos y Reino Unido y tiene su sede en Canary Wharf, Londres.
Antonio Zappulla es su director general desde 2019 sucediendo a Monique Villa que desarrolló el proyecto.

## Historia

### Inicios
En septiembre de 1997, la Fundación Reuters lanzó AlertNet, un sitio web de noticias sobre temas humanitarios a raíz del genocidio de Ruanda de 1994 como respuesta a las críticas por la lenta actuación de los medios de comunicación y las actividades mal coordinadas de las agencias de ayuda sobre el terreno. AlertNet tenía como objetivo facilitar la coordinación entre trabajadores humanitarios. En 2004, la Fundación creó la primera agencia nacional de noticias independiente de Irak, Aswat al-Iraq (Voces de Irak), con el apoyo del Programa de las Naciones Unidas para el Desarrollo (PNUD) y la Agencia Española de Cooperación Internacional (AECI).

### Fundación Thomson Reuters
Tras la adquisición de Reuters por parte del grupo canadiense Thomson Corporation el 17 de abril de 2008, la Fundación se transformó con el liderazgo de Monique Villa reduciendo sus actividades de concesión de subvenciones, renovando los programas existentes y lanzando nuevos proyectos, con el objetivo de aprovechar las habilidades y la experiencia de la empresa.
En enero de 2010, a raíz del terremoto de Haití, la Fundación puso en marcha un Servicio de Información de Emergencia (EIS) destinado a proporcionar información práctica y vital a supervivientes en los idiomas locales.

## Programas clave

### TrustLaw
TrustLaw es un servicio de asistencia jurídica gratuita creado en 2010 que conecta a despachos jurídicos y equipos legales corporativos con ONGs y empresas sociales para brindar servicios legales pro bono . En 2015 el programa está presente en 170 países, con más de 480 despachos jurídicos asociados habiendo beneficiado a 1.850 ONG y empresas sociales.

### Formación en periodismo y medios
Desde 1983 la Fundación ofrece programas de capacitación en periodismo reportero en todo el mundo en siete idiomas y en 170 países. Hasta 2015, más de 15.000 periodistas han sido capacitados internacionalmente en 27 temas de especialización.
La Fundación también crea y gestiona plataformas de noticias independientes. En 2011 lanzó Aswat Masriya, un sitio web de noticias egipcio independiente que cerró en 2017 debido a la falta de financiación. Antes de las primeras elecciones generales del país en noviembre de 2015, la Fundación también lanzó Myanmar Now, un nuevo portal dedicado al periodismo libre e independiente en Myanmar dirigido por periodistas birmanos. Este último ganó el premio Lorenzo Natali Media Prize 2015 de la Comisión Europea por un artículo sobre prostitución de menores.
Creada en 2006 y como parte del Departamento de Política y Relaciones Internacionales de la Universidad de Oxford, la Fundación financia el Instituto Reuters para el Estudio del Periodismo (RISJ), un centro de investigación sobre periodismo comparado internacional.
En 2012, la Fundación fue cofundadora del Premio Europeo de la Prensa (European Press Prize) .

### Noticias de la Fundación Thomson Reuters
La fundación tiene corresponsales y colaboradores en las principales ciudades y países en desarrollo. El equipo editorial cubre las historias subestimadas del mundo en temas de desarrollo, derechos de las mujeres, trata de personas, derechos de propiedad intelectual, cambio climático, economía inclusiva, derechos humanos, etc.

### Encuestas de percepción
La Fundación ha creado encuestas sobre los países más peligrosos del mundo para las mujeres (2011), mejores y peores países del G20 para las mujeres (2012), mejores y peores países de la Liga Árabe para las mujeres (2013), Los sistemas de transporte más peligrosos para las mujeres (2014), y los cinco problemas clave que enfrentan las mujeres que trabajan en el G20 (2015).

### Trust Conference
Trust Conference, anteriormente denominada Trust Women, trabaja en legislación sobre derechos humanos y lucha contra la esclavitud moderna . Entre los participantes de los últimos años están Cherie Blair, la Reina Noor de Jordania, y los premios Nobel Kailash Satyarthi y Muhammad Yunus .
Como parte del programa de Trust Women Conference, Monique Villa anunció el lanzamiento del Premio Stop Slavery, una nueva iniciativa de la Fundación Thomson Reuters para reconocer a las empresas que apoyan la lucha contra la esclavitud moderna en sus cadenas de suministro. El primer premio se otorgó en noviembre de 2016 En el marco del programa, la Fundación Thomson Reuters trabajó con la oficina del Fiscal de Distrito de Manhattan y las principales instituciones financieras de EE. UU. para lanzar una guía internacional destinada a ayudar a las comunidades financieras en general a identificar y denunciar irregularidades en las transacciones financieras relacionadas con la trata de personas .

## Premios
- En 2015, el equipo editorial de The Foundation ganó el premio Asian Environmental Journalism Award for Excellence in Environmental Reporting de una organización de medios,[29] así como un premio de la UN Foundation de la United Nations Correspondents Association .[30]
- En 2012, AlertNet Climate fue seleccionado en los Premios Webby en la categoría Verde.[31]
- En 2011, AlertNet recibió el premio "Voices of Courage" de la Comisión de Mujeres Refugiadas (WRC).[32]
- En 2011, AlertNet recibió el Premio EPPY en la categoría "Mejor sitio web de noticias".[33]
- En 2011, la Fundación recibió un premio EPPY al "Mejor diseño general de sitios web" por su plataforma en línea, Trust.org.
- AlertNet recibió un trofeo de oro al "Mejor sitio de noticias" en los Premios Lovie .[34]
- En marzo de 2011, la Fundación ganó el premio "Mejor Uso de Nuevos Medios" por su Servicio de Información de Emergencia (EIS) en la Tercera Entrega Anual de los Premios a la Innovación Social organizada por Justmeans.[35]
- TrustMedia recibió una designación de "Compañía Recomendada" por la Coalición Empresarial Global sobre VIH / SIDA, Tuberculosis y Malaria por su innovadora capacitación de periodistas en reportajes de salud.[36]
- En 2010, la Fundación recibió el premio al Mejor Informe Anual en los Premios de Comunicaciones Digitales.[37]
- En 2010, "Surviving the Tsunami: Stories of Hope", un documental multimedia de la Fundación Thomson Reuters creado para el quinto aniversario del tsunami del Océano Índico, fue nominado para un premio Emmy y ganó un premio en los premios Best of Photojournalism Awards.[38] El documental también fue finalista en los Premios Dart 2010 a la excelencia en la cobertura de traumatismos y fue nombrada Mejor Película Especial Web por Editor & Publisher.
- AlertNet fue nombrado Producto Millennium por el gobierno británico, un premio por la aplicación sobresaliente de tecnología innovadora.[39]